# Mit stahlharter Faust
Mit stahlharter Faust  ist ein US-amerikanischer Western aus dem Jahre 1955. Der von King Vidor mit Kirk Douglas in der Hauptrolle inszenierte Film  handelt von tödlichen Konflikten um Weideland. Er basiert auf dem gleichnamigen Roman Man without a Star von Dee Linford (1915–1971).

## Handlung
Cowboy Dempsey Rae heuert mit dem unerfahrenen jungen Jeff Jimson auf der Triangle-Farm bei Verwalter Strap Davis an. Der Besitzer der Farm ist die schöne und ambitionierte Rancherin Reed Bowman, die das offene Weideland der Gegend für sich reklamieren will. Die anderen Viehhalter und Farmer reagieren darauf mit der Abgrenzung durch Stacheldraht. Dempsey sieht sich als Kämpfer gegen das Unrecht gezwungen, die Seiten zu wechseln. Der Konflikt um Weideland eskaliert. Dempsey rettet den Viehhaltern ihr Weideland und zieht suchend weiter ohne klar bestimmten Weg.

## Kritiken
„Obwohl er seine Unabhängigkeit über alles liebt, entscheidet sich ein Cowboy schließlich doch, auf einer kleinen Ranch, deren Weideplätze durch eine Großgrundbesitzerin bedroht werden, als Verwalter zu arbeiten. Sein Kampf ist erfolgreich, fordert als Preis aber die Einsicht, daß Einzäunungen und Grenzen das „weite Land“ immer mehr zurückdrängen. Spannender, gut gespielter Western.“

## Filmmusik
Das Leitmotiv des Films wird von Frankie Laine gesungen:
Who knows, who knows

Who knows which way the right way goes

The night is dark and the way is far

for a man without a star.

Wer weiß, wer weiß

Wer weiß, welcher Weg der richtige ist

Die Nacht ist dunkel und der Weg ist weit

Für einen Mann ohne Stern.

## Synchronisation
Die deutsche Synchronbearbeitung entstand 1955 nach dem Dialogbuch von Fritz A. Koeniger unter der Dialogregie von Christoph Grosser bei der Berliner Synchron GmbH in Berlin.
| Rolle                         | Darsteller       | Synchronsprecher      |
| ----------------------------- | ---------------- | --------------------- |
| Dempsey Rae                   | Kirk Douglas     | Gert Günther Hoffmann |
| Concho Perez                  | Mark Hanna       | Stanislav Ledinek     |
| Cookie                        | William Phillips | Eduard Wandrey        |
| Idonee                        | Claire Trevor    | Erika Görner          |
| Jeff Simson                   | William Campbell | Michael Chevalier     |
| Latigo                        | Sheb Wooley      | Wolfgang Eichberger   |
| Little Waco                   | Frank Chase      | Gerd Martienzen       |
| Reed Bowman                   | Jeanne Crain     | Gisela Hoeter         |
| Sheriff John Olson            | Roy Barcroft     | Paul Wagner           |
| Steve Miles                   | Richard Boone    | Wolf Martini          |
| Strap Davis                   | Jay C. Flippen   | Robert Klupp          |
| Tess Cassidy                  | Myrna Hansen     | Marianne Prenzel      |
| Tom Carter                    | George Wallace   | Hans W. Hamacher      |
| Tom Cassidy                   | Eddy Waller      | Alfred Haase          |
| Zugbremser                    | Lee Roberts      | Hans Emons            |
| Cowboy am Essenstisch         | N. N.            | Toni Herbert          |
| einer von Steve Miles Cowboys | N. N.            | Gerd Duwner           |
| erschossener Cowboy im Saloon | N. N.            | Manfred Meurer        |